# Yuria Kato
Yuria Katō (加藤 ゆりあ, Katō Yuria) alias Yuria Katou, alias Yuria Katoh est une actrice du film pornographique japonais et un mannequin de charme.

## Biographie et carrière
Yuria Katō est née le 31 août 1981 à Tokyo, Japon.
Elle commence sa carrière en novembre 2001 avec la vidéo « Love Berry » produite par Cher
Yuria est appréciée au Japon avec 23 films répertoriés dans l’article qui lui est consacré sur le Wikipedia japonais.

## Filmographie partielle
Sources :
- adultdvd.jp
- asianscreams.com
- dvd.a-d-8.com
- japavs.com
- kinokuniya.co.jp
- oisinbosoft.com:
  - LOVE BERRY (Cher Novembre 2001)
  - CHER BEST SELECTION(7) (Cher 24-01-2003)
  - Famiresupati (TMA, 28-06-2002)
  - I want to do with you
  - Love 2 (Cher 29-03-2002)
  - Love Love (15-09-2003)
  - Love Remix
  - NON STOP
  - OmaXko! Shite vol. 19
  - Premium Best Vol. 9; Katou Yuria Part 2
  - Premium Best (5) Katou Yuria
  - Katou Yuria Collection
  - Yuria mania non stop complete ‘’Love direction’’